# Amerykańska sielanka (film)
Amerykańska Sielanka (ang. American Pastoral) – amerykański dramat na podstawie powieści Philipa Rotha pod tym samym tytułem będący debiutem reżyserskim Ewana McGregora.

## Opis fabuły
Seymour (Ewan McGregor) ma wszystko, co Ameryka lat 60. definiowała jako szczęście: piękną żonę Dawn (Jennifer Connelly), dobrą pracę, wymarzony dom na wsi i ukochaną córkę, Merry (Dakota Fanning). Pewnego dnia w mieście zamieszkiwanym przez rodzinę dochodzi do ataku terrorystycznego, a główną podejrzaną, staje się Merry, córka Seymoura.

## Obsada
Źródło: Filmweb
- Ewan McGregor jako Swede Levov
- Jennifer Connelly jako Dawn Levov
- Dakota Fanning jako Merry Levov
- Peter Riegert jako Lou Levov
- Rupert Evans jako Jerry Levov
- Uzo Aduba jako Vicky
- Molly Parker jako Sheila Smith
- Britt Robertson jako Violet
- Valorie Curry jako Rita Cohen
- Hannah Nordberg jako Merry w wieku 12 lat
- Julia Silverman jako Sylvia Levov
- Mark Hildreth jako Agent Dolan
- David Strathairn jako Nathan Zuckerman

i inni.

### Nagrody i nominacje
| Rok  | Miejsce             | Nagroda                                                                        | Kategoria                  | Odbiorcy i nominowani | Wynik      |
| ---- | ------------------- | ------------------------------------------------------------------------------ | -------------------------- | --------------------- | ---------- |
| 2016 | MFF w San Sebastián | Złota Muszla                                                                   | Udział w konkursie głównym | Ewan McGregor         | Nominacja. |
| 2016 | MFF w Toronto       | Nagroda Festiwalowa w sekcji 'Prezentacje Specjalne' ('Special Presentations') | Udział w sekcji            | Ewan McGregor         | Nominacja  |